# Macropis kiangsuensis
Macropis kiangsuensis là một loài ong trong họ Melittidae. Loài này được Wu miêu tả khoa học đầu tiên năm 1978.